# Warren Zevon
Warren William Zevon (Chicago, 24 de janeiro de 1947 – Los Angeles, 7 de setembro de 2003) foi um cantor compositor e musico estadunidense.
Algumas das musicas de Zevon incluem "Werewolves of London", "Lawyers, Guns and Money", "Roland the Headless Thompson Gunner" e "Johnny Strikes Up the Band", todas lançadas no seu terceiro álbum Excitable Boy (1978). Ele também foi responsável pela criação de varias musicas para outros artistas, incluindo "Poor Poor Pitiful Me", "Accidentally Like a Martyr", "Mohammed's Radio", "Carmelita", e "Hasten Down the Wind".
Ocasionalmente, ao longo de sua carreira, Zevon fez covers, incluindo musicas como "A Certain Girl" de Allen Toussaint's , "Knockin' on Heaven's Door" de Bob Dylan  e "First We Take Manhattan" de Leonard Cohen. Ele foi convidado varias vezes para programas de Talk show como Late Show with David Letterman, onde mais tarde foi palco para a musica "Hit Somebody! (The Hockey Song)" com Paul Shaffer e membros da Orquestra da CBS no seu álbum My Ride's Here.